# Anthon
Anthon – miejscowość i gmina we Francji, w regionie Owernia-Rodan-Alpy, w departamencie Isère.
Według danych na rok 1990 gminę zamieszkiwało 697 osób, a gęstość zaludnienia wynosiła 79 osób/km² (wśród 2880 gmin regionu Rodan-Alpy Anthon plasuje się na 984. miejscu pod względem liczby ludności, natomiast pod względem powierzchni na miejscu 1218.).